# Condado de Pope (Arkansas)
O Condado de Pope é um dos 75 condados do estado americano do Arkansas. A sede do condado é Mena.
O condado possui uma área de 2 152 km² (dos quais 8 km² estão cobertos por água), uma população de 54 469 habitantes, e uma densidade populacional de 26 hab/km² (segundo o censo nacional de 2000).
O condado foi fundado em 2 de novembro de 1829.